# Cristo Compagnone
Il Cristo Compagnone (Buddy Christ) è, nel film Dogma, un'immagine di Gesù caratterizzata da un aspetto allegro e cordiale: ha un ampio sorriso, strizza l'occhio, punta l'indice della mano destra e con la sinistra alza il pollice in segno di approvazione. Sulla tunica ha, a guisa di coccarda, un cuore rosso circondato da raggi di luce, immagine che ricorda l'iconografia del Sacro Cuore.
La figura del Cristo Compagnone è stata ideata, nella trama del film, da un prelato cattolico, il cardinale Glick (interpretato da George Carlin) nell'ambito di una campagna denominata «Cattolicesimo Wow!» (Catholicism Wow!) che mira a rinnovare l'immagine della Chiesa cattolica rendendola più allegra e scanzonata.

## Apparizioni
Creata per il film Dogma, l'immagine del Cristo Compagnone appare fugacemente anche in altri film del View Askewniverse di Kevin Smith. La suora che dà un passaggio a Jay e Silent Bob in Jay & Silent Bob... Fermate Hollywood! ha una sua statuetta sul cruscotto, in Clerks II si vede Jay indossare una maglietta con l'immagine del Cristo Compagnonee in Clerks III è raffigurato su degli aquiloni che Elias vuole vendere.

## Valutazioni religiose
Il film Dogma ha suscitato proteste da parte di associazioni cattoliche come la Catholic League.
Il regista Kevin Smith ha spiegato che per l'idea del Cristo Compagnone è debitore a una suora cattolica, suor Teresa, che aveva avuto come insegnante di religione. Suor Teresa gli aveva detto che Gesù era Dio, ma era anche un uomo con senso dello humor e avrebbe dato a Simone il nome “Pietro” (“la pietra”) per prenderlo bonariamente in giro sapendo già, con la sua onniscienza, che avrebbe tentennato e finto di non essere un seguace di Gesù nell'episodio del triplice rinnegamento. “All'improvviso” ha scritto il regista “Cristo non era più questa figura distante che pendeva, distrutto, dalla croce … era anche un ragazzo. E un ragazzo con degli amici che di tanto in tanto prendeva in giro … mangiava, dormiva, respirava, correva, pensava, provava sentimenti, amava, piangeva, parlava, sorrideva, probabilmente scoreggiava e rideva … era un Cristo che mi parlava e questo era qualcosa che volevo condividere con altri … Considero Dogma una sorta di salmo … È la mia lettera d'amore a Dio e alla fede”.
Steve Nolan, in un articolo su "Culture and religion" sul Cristo Compagnone e su Jesus Action Figure, scrive che le due immagini "sembrano intese come anticristi postmoderni con lo scopo di offendere la sensibilità dei Cristiani e deridere l'immagine di Cristo", ma nello stesso tempo ritiene che "le statuette abbiano un significato che va oltre e che resta come rispetto residuale per Cristo come una guida spirituale la cui persistente leadership politica rovescia l'ipocrisia religiosa".
Bob Hooper, pastore della chiesa episcopale di San Giacomo di West Hartford, ritiene Dogma del tutto sconsigliato a chi non sopporta “humor sacrilego, eresia o parodia della religione”, ma trova che sia un film “davvero divertente e che fa pensare”. L'idea del Cristo Compagnone, per Hooper, è abbastanza ridicola, ma “solleva una questione: è possibile adorare Dio, rispettare la dignità di tutta la creazione ed essere al servizio degli altri nel nome di Gesù senza prendersi troppo sul serio? Per anni la Chiesa è stata così assorbita nelle minuzie dei dettagli della liturgia e del dogma al punto da perdere di vista quel che è il nucleo del messaggio di Gesù: servizio, amore e gioia”.